# Käthe Grasegger
Käthe Grasegger, född den 19 juni 1917, död den 28 augusti 2001, var en tysk alpin skidåkare som tävlade i Olympiska vinterspelen 1936 där hon vann den första silvermedaljen för alpina skidåkare för kvinnor i Olympiska spelen. 
Hon föddes i Garmisch-Partenkirchen.